# Креоли
Крео̀ли (от френски: Créole) се наричат родените в Латинска Америка потомци на испанските заселници.
Съставлявали са основната част от земевладелската и търговска класа, но са били задължени да продават произвежданите стоки само на Испания и Португалия и не са били допускани до управлението на колониите.
За да държи колониите под своя политически контрол, испанската корона е назначавала за администратори в тях само родени в Испания лица .